# Chezelles (Indre-et-Loire)
Chezelles ist eine französische Gemeinde mit 130 Einwohnern (Stand: 1. Januar 2022) im Département Indre-et-Loire in der Region Centre-Val de Loire. Sie gehört zum Kanton Sainte-Maure-de-Touraine im Arrondissement Chinon.

## Geografie
Die Gemeinde Chezelles liegt am Flüsschen Bourouse im Regionalen Naturpark Loire-Anjou-Touraine, etwa 40 Kilometer südwestlich von Tours. Umgeben wird Chezelles von den Nachbargemeinden Theneuil im Norden, Parçay-sur-Vienne im Nordosten und Osten, Rilly-sur-Vienne im Osten, Verneuil-le-Château im Südosten und Süden, Courcoué im Südwesten sowie La Tour-Saint-Gelin im Westen.

## Geschichte
1833 wurde die Ortschaft Lièze eingemeindet.

## Bevölkerungsentwicklung
| Jahr                       | 1962 | 1968 | 1975 | 1982 | 1990 | 1999 | 2006 | 2013 | 2021 |
| Einwohner                  | 311  | 263  | 197  | 146  | 144  | 130  | 140  | 128  | 131  |
| Quellen: Cassini und INSEE |      |      |      |      |      |      |      |      |      |

## Sehenswürdigkeiten
- Kirche Saint-Pierre
- Kirche Notre-Dame-et-Saint-Sauveur im Ortsteil Lièze